# معماری در کویت
معماری کویت (عربی: عمارة كويتية) شامل تعداد زیادی از مظاهر عمران و آبادی عصر جدید و ساختمان‌ها و برجهای بسیار بلند و پاساژهای بزرگ که به صورت بسیار مدرنی ساخته شده‌اند می‌باشد. در وسط شهر کویت برج آزادی قرار دارد که ساختن آن در زمان اشغال کویت توسط عراق در سال ۱۹۹۰ متوقف شد و بعد از آزادسازی کویت مجدد ساختن آن ادامه یافت و در سال ۱۹۹۶ به پایان رسید، این ساختمان به دلیل آزادسازی کویت از اشغال عراق به اسم برج آزادی نامگذاری شد. در آنزمان این برج شهرت جهانی پیدا کرد؛ برای اینکه در آن موقع پنجمین برج بلند دنیا محسوب می‌شد ولی امروز این برج در رده یازدهم بلندترین برج‌های جهان قرار دارد، از این برج وزرات ارتباطات و بعضی از شرکت‌های ارتباطی استفاده می‌کنند، در این ساختمان مقر بازار سهام و ارز نیز گشایش یافت و افتتاح شد. به‌طور معمول یک بار در سال که غالباً در ماه فوریه می‌باشد این مکان برای عموم بازمی‌گردد و همه می‌توانند به دیدن این برج بیایند و از بالای آن شهر کویت را تماشا کنند.

## سمبل‌ها
از سمبلهای کویت برجهای کویت هستندکه در کنار سواحل آن قرار دارد و متشکل از سه برج می‌باشد و بر ساحل خلیج فارس در شهر کویت در منطقه‌ای بنام راس عجوزه (سر ناتوان) بنا شده‌اند، این برجها توسط دفتر مهندسی لیندستورم در سوئد طراحی گردیدند و توسط شرکت انیرجوبروجیکت یوگسلاوی ساخته شدند، کار ساختن این برجها در سال ۱۹۷۵ به پایان رسید و به‌طور رسمی در یکم مارس سال ۱۹۷۹ افتتاح شدند. ارتفاع برج اصلی این مجموعه ۱۸۷ متر می‌باشد که متشکل از دو کره می‌باشد، کره پایینی شامل رستورانها می‌شود و کره بالای سالن‌های غذاخوری سریع و ساندویچ فروشی می‌باشد علاوه بر این در این کره مکان‌هایی در نظر گرفته شده‌است که هر فرد می‌تواند از آنجا شهر کویت را تماشا نماید، ارتفاع برج دوم ۱۴۵٫۸ متر می‌باشد که به عنوان مخزن آب از آن استفاده می‌گردد، سومین مکمل دو برج دیگر است. این سه برج از بارزترین و شاخص‌ترین آثار عصر جدید در کویت می‌باشند.

## تاریخچه
در فاصله سال‌های ۲۰۰۲ تا ۲۰۰۵ شهرداری کویت اجازه افزایش ۴۰۰ درصدی ساختمان‌سازی را صادر کرد، این دوره عمران و ساختمان‌سازی باعث تغییر دادن شکل کویت گردید و منجر به ساختن ده‌ها برج تجاری و آسمانخراش‌های بلند گردید. برج الحمراء بلندترین و اولین آسمانخراشی است که در عالم ساخته شده‌است و بلندترین ساختمان در شهر کویت به ارتفاع بالغ بر ۴۱۴ می‌باشد.

## جوایز
این برج تا الان تعدادی جایزه در بعضی از زمینه‌ها حتی قبل از تکمیل شدن خودش به‌دست آورده‌است منجمله جایزه بهترین پروژه آسمانخراش‌ها و جایزه بزرگ‌ترین پروژه تحت احداث در سال ۲۰۰۸ را در مسابقه MIPIM به‌دست آورده‌است. این ساختمان همچنین برنده جایزه بهترین طراحی را از «American architecture awards» در سال ۲۰۰۸ به‌دست آورده‌است.

## پاساژها
همچنین در کویت تعداد زیادی از پاساژهای بسیار بزرگ وجود دارد که بیانگر و نشان‌دهنده عمران و آبادی عصر جدید در کویت می‌باشد مانند الافنیوز، مارینا مول، الکوت، بازار شرق و پاساژ ۳۶۰ و…. اضافه بر این مسجد بسیار بزرگی که به دستور شیخ جابر احمد صباح با هزینه‌ای برابر با ۱۴ میلیون در هم عراقی ساخته شد و در سال ۱۹۸۶ افتتاح گردید. طراحی ساختمان این مسجد به سبک آندلسی و توسط دکتر محمد صالح طراحی گردید.

## نگارخانه

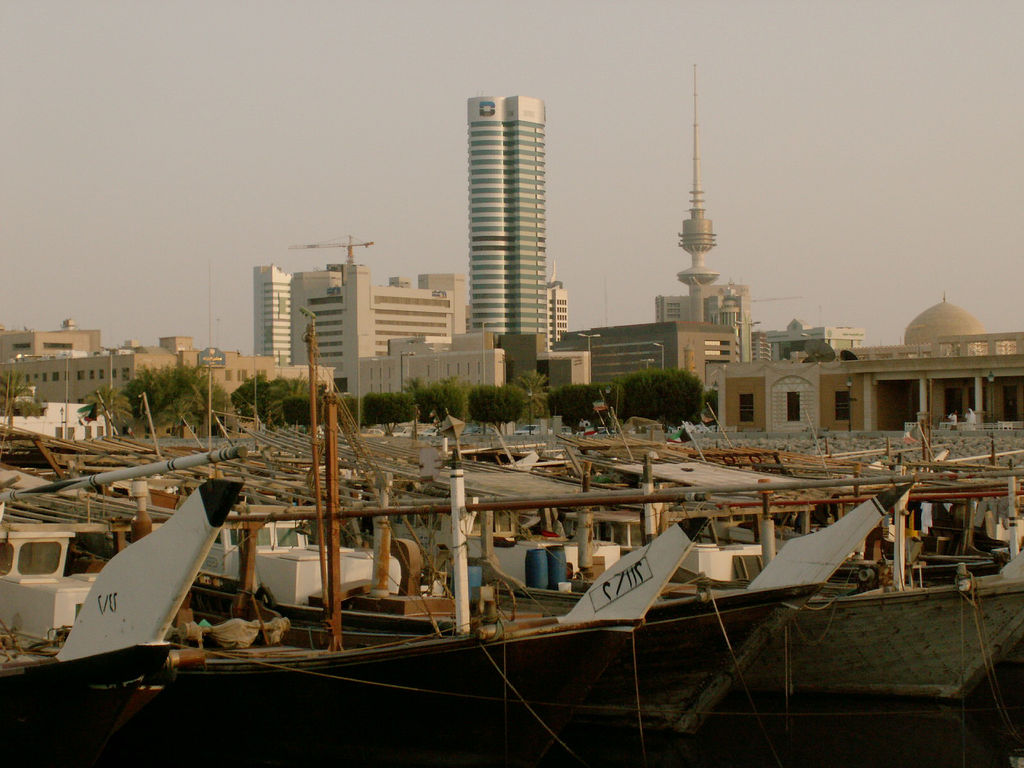
برج آزادی
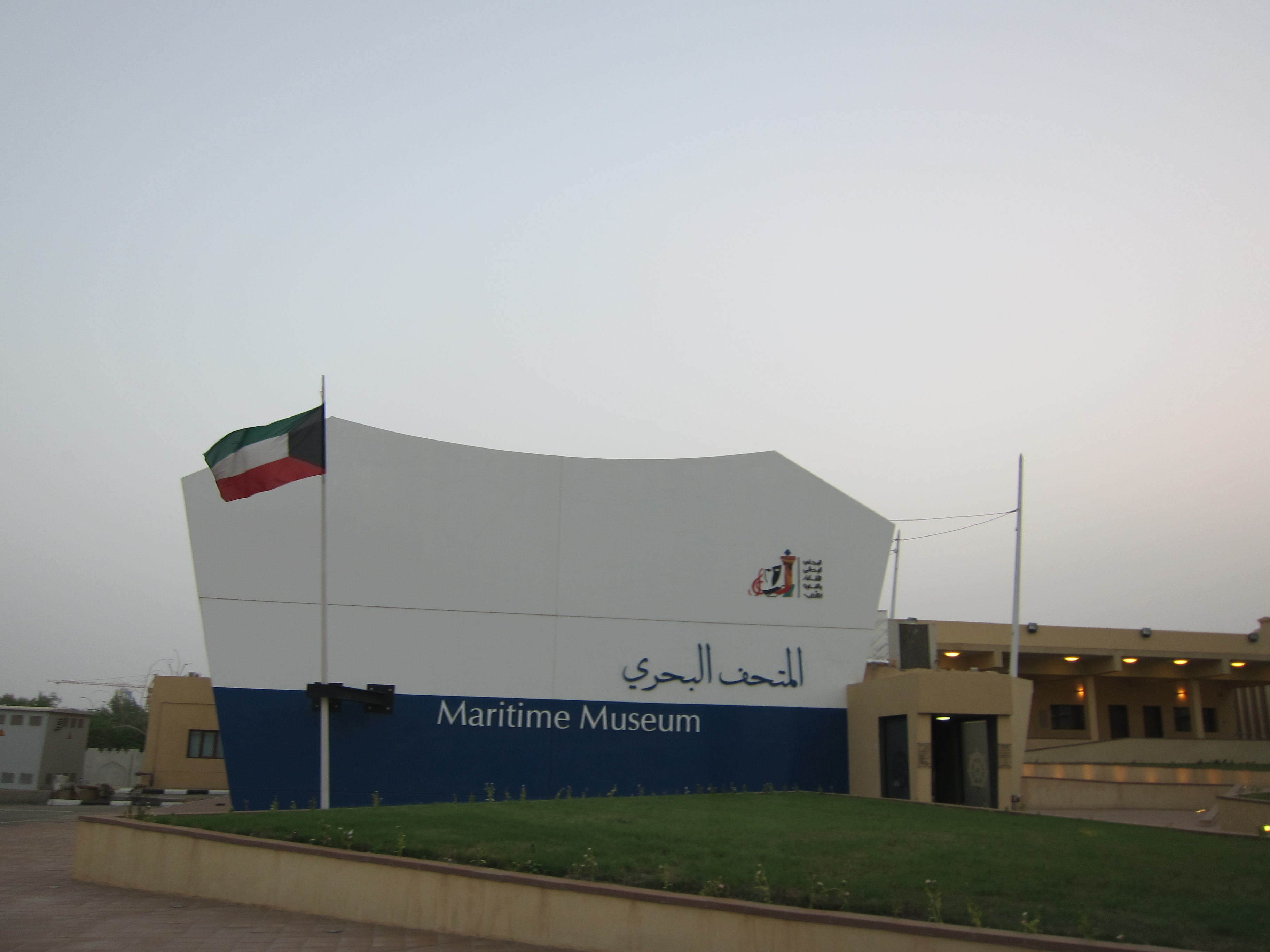
موزه دریایی کویت